# 巡礼 (クルアーン)

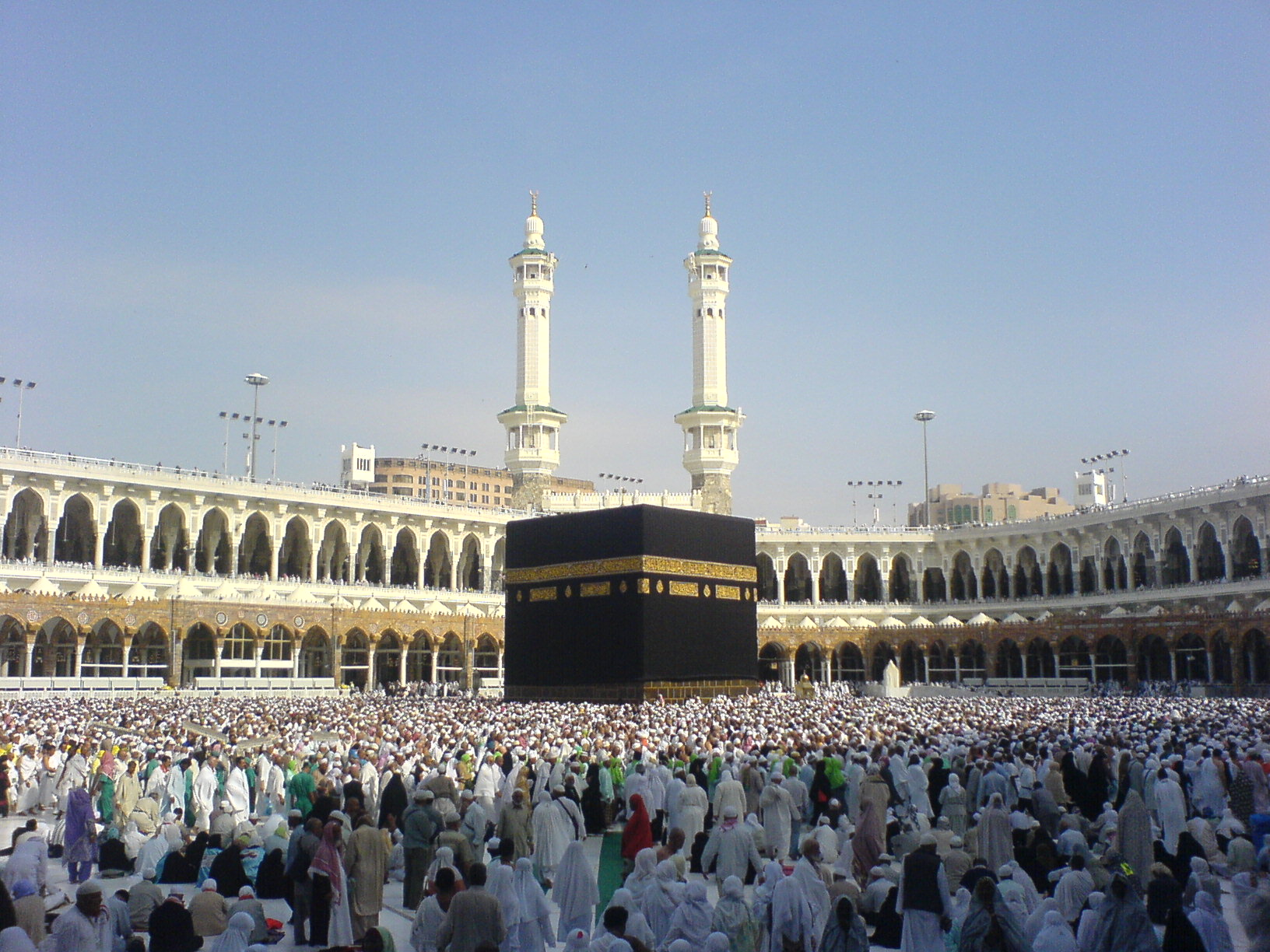
ハッジの様子

『巡礼』（じゅんれい、アラビア語: الحج UNGEGN式: Al-Hajj アル・ハッジ）は、アル・クルアーン（コーラン）における第22番目のスーラである。章の前半部、中間部は、警告や吉報、巡礼等に関して。後半部は、主に神の偉大さを讃える。

## 主な内容
- かの時の地震は激しく、神の懲罰がある[注 1]。 - 1節、2節

- 知識なく神を議論し、さらにはシャイターンに従おうとする者がいるが、その者はシャイターンにより炎の懲罰へと導かれる。 - 3節、4節

- もし復活を疑うのならば、人々[注 2]よ、神は、神の完全を明示するために造ったのだ[注 3]。子宮の中に留めた後、出産させ、やがて死へ召し上げる。ひとたび水を降らせれば、枯れた大地は再び潤う。神は死者を復活させ、全能である。人を神の道から迷わせる者には、現世での屈辱[注 4]と、復活の日の火の懲罰がある。それは自らの行為の報いであり、神は不正をしない。 - 5節から10節

- 疑いを持って神に仕える者は、幸福には安心し、試練からは逃げ、現世も来世も失う。こうした者は、神を差し置いて、害も益もない対象を祈り、害のある対象を祈る。 - 11節、12節、13節

- 神は、信仰して善行する者を楽園に入れる[注 5]。それは[注 6]明白な御しるしであり、神は導きを望む者を導く。 - 14節、15節、16節

- 信仰者、戻った者[注 7]、ザービー教徒[注 8]、マギ教徒[注 9]たちを、神は、復活の日に楽園と業火に分ける。 - 17節

- 神に対して、天地、太陽、月、星、山木、動物、多くの者[注 10]が、跪拝するのを見なかったか。多くの者[注 11]は懲罰がふさわしい。神が卑しめた者には誰も栄誉を与えない。神は望むことをする。 - 18節（サジダ節、平伏礼拝を行う節）

- 信仰を拒む者には火の服[注 12]、頭上からは熱湯が注がれ、腹と皮膚は溶ける。鉄の棒もある[注 13]。「火の懲罰を味わうがいい」と、出ようとするたびに押し戻される[注 14]。 - 19節から22節[注 15]

- 神は、善行の信仰者を楽園に入れる。信仰者は言葉[注 16]とともに讃えるべき神の道に導かれた。不信仰者には、懲罰がある。 - 23節、24節、25節

- イブラーヒーム（アブラハム）の時代に、神に何者かを並列するなと言った。また、神の館[注 17]を周礼、立礼、屈礼、跪拝する者のために清めよ、と。 - 26節[注 18]

- 人々に巡礼を呼びかけよ。神が与えた家畜に対し、定められた日々[注 19]に、神の名を唱えよ。家畜を食べよ。貧者にも家畜を食べさせ、体を清潔にさせ[注 20]、請願を果たさせたら館を周礼させよ。 - 27節、28節、29節[注 18]

- 神のタブーを尊重することは一層よい。家畜は許された[注 21]。偶像を避けよ。虚偽を避けよ。神に何かを並列する者は、あたかも空から落ちているところを鳥にさらわれるようであり、風が遠くに吹き飛ばしたようである。 - 30節、31節[注 18]

- 神の儀式を尊重する者の、それ[注 22]は、神への畏怖による。屠殺の場所は、館のほう[注 23]である。 - 32節、33節[注 18]

- 神が与えた家畜に、唯一の神の名を唱えさせるために儀式がある。神に帰依し、吉報を伝えよ。それは神の名に怖れ畏まり、苦難に耐え、礼拝し、喜捨をする人々に伝えるのである。犠牲[注 22]は、神の名のもと屠り、食べよ。満たされた者にも、物乞いにも、食べさせよ。神に感謝し、賛美するようにと用立てたのだ。捧げた肉や血が神に届くのではない。神への畏怖の心が届くのだ。一神教徒へ吉報を伝えよ。 - 34節から37節

- 神は、信仰者から追い払う[注 24]。神は背信者を愛さない。不正を受けたことにより、戦いの許可が下りた[注 25]。 - 38節、39節

- もし神がある者たちによりある者たちを撃退しなければ[注 26]、修道院、教会、礼拝所、跪拝所[注 27]は、壊されていた。それらの者に力を与えると、礼拝、喜捨、善行をする。 - 40節、41節

- 嘘だと否定されても、以前にもヌーフ（ノア）の民、アード、サムード[注 28]に、否定されている[注 29]。イブラーヒーム（アブラハム）の民も、ルート（ロト）の民も、マドヤン（ミデヤン）の民[注 30]も、ムーサー（モーセ）[注 31]も、否定された。それで不信仰者に猶予を与えてから捕らえ、どれほど拒絶し、どれほどの町を滅ぼしたことか。 - 42節から45節

- 地上を旅すれば、それを考え聞く耳が持てたであろうに[注 32]。まことに心の盲目である。あの者たちはおまえに懲罰を急かす[注 33]。神のもとでの一日は、おまえたちにとっての千年のようなもの[注 34]。どれほどの不正なる町を猶予してきたか。それを捕らえ、行き先は神のもと。 - 46節、47節、48節

- 私は警告者である、と言うがいい[注 35]。信仰する善行者には赦しと賜物がある。が、しるし[注 36]を妨害する者には業火である。 - 49節、50節、51節

- 以前も、使徒や預言者を派遣した時、シャイターンが吹き込んだ[注 37]。が、全知全能の神はシャイターンのそれを棄却し、しるしを確定した。それは、シャイターンの吹き込む言葉で、不信心者を試したのである。それはまた、知識を与えられた者たちが、神の真理を知り、畏まるためである[注 38]。 - 52節、53節、54節

- 不信仰者には、かの時[注 39]が来るか、懲罰の日[注 40]が来る。その日[注 41]、神が裁き、信仰の善行者は楽園に。一方、不信仰者、しるしを嘘と否定した者には、屈辱の懲罰。 - 55節、56節、57節

- 神の道のため移住[注 42]し、殺されまたは死んだ者には、最良の者を授与する神による賜物がある。神は必ずその者たちの満足する場所に入れる。神は全知で寛容。被った仕打ちへの報復にも拘わらず、さらに不当な仕打ちを被るならば、神が助ける。神はよく赦し寛容。それは[注 43]、神が夜を昼に、昼を夜に入れたからである。神は全て聞き、全て見る。それは[注 43]、神が真理であり、神を差し置いて祈る物が虚偽であるからだ。神は至高で偉大。 - 58節から62節

- 神が空から水を降らせ、大地が緑化するのを見なかったか。神は親切で何でも知っている。天のもの地のもの全て神に属す。神は満ちており、讃えるべきである。神が海に船を走らせたのを見なかったか。神は地上に落下してしまう空を掴む。神は優しく慈悲深い。 - 63節、64節、65節

- 神がおまえたちを生かし、死なせ、復活させる。人間は恩知らずだ。共同体ごとに儀式がある。この件[注 44]で論争してはならない。神に呼びかけよ。お前は導きにいる。論争になるならば言うがいい、最もよく知るのは神であり復活の日に神が裁く、と。神が天地のものを知るということを知らないのか。それは書[注 45]に記録がある。神にはたやすいこと。神を差し置いて、神が権威付けていない物を意味もわからず崇拝するような不正な者には、誰も援助しない。 - 66節から71節

- しるし[注 36]が読み聞かせられると、不信仰者が嫌悪するのがわかるであろう。しるしの読み手を襲わんばかりである。言うがいい、もっと悪いことを教えてやる、業火だ、神が不信仰者に約束した、何と悪い行き先か、と。人々[注 2]よ、ある譬え（たとえ）がある。聞け。神を差し置いて祈る対象たちは、束になってもハエすら造れない。ハエに何かを奪われても[注 46]、取り戻すこともできない。祈るほうも祈られるほうも弱いものよ[注 47]。彼らは神の力をわかっていない[注 48]。神は強く、威力あるのだ。 - 72節、73節、74節

- 神は天使たちと、人間たちから使徒を選んだ。神は全て聞き、全て見る。神は前のものも後ろのものも知っている。万事は神に帰す。 - 75節、76節

- 信仰者たちは礼拝し、神に仕えよ。善を成せば、成功する[注 49]。 - 77節（サジダ節、平伏礼拝を行う節）

- 神にために努力せよ。おまえたちは選ばれた。おまえたちのアブラハムの宗教に苦行はさせなかった。おまえたちは今も今までもムスリムである。使徒は証人である。おまえたちは人々への証人である。礼拝、喜捨をし、神にすがるのだ。神こそが、よき守護とよき援助である。 - 78節

-- 『タフスィール・アル＝ジャラーライン （ジャラーラインのクルアーン注釈） 第2巻』等の参考文献による。

## 成立時期
本章は、マッカ啓示とマディーナ啓示が混合している。
アル＝ジャラーラインの注釈によると、11節と12節、19節から24節がマディーナ啓示で、74節から78節の中にもマディーナの啓示があるという。
アル＝ジャマルの注釈によると、人々への呼びかけはマッカ啓示、信仰する者たちへの呼びかけはマディーナ啓示である。マディーナ啓示は全部で10節という説もある。

## アラビア語による『巡礼』全文
アル・クルアーン第22章 『الحج （巡礼）』